# Philippe Djian
Philippe Djian (ur. 3 czerwca 1949) – francuski pisarz, popularny w Niemczech, za sprawą filmu Jean-Jacques’a Beineix, także w świecie anglojęzycznym.

## Życiorys
Urodził się i dorastał w Paryżu, z dwójką młodszych braci, w rodzinie dekoratora wnętrz. Matka pochodziła z zamożnej, burżuazyjnej i katolickiej rodziny, ojciec zaś ukrywał swoje żydowskie korzenie. Oboje rodzice pracowali, wielką rolę w wychowaniu Philippe’a Djiana (i jego braci) odegrali dziadkowie, poddany był więc sprzecznym i skrajnym wpływom. Edukację odebrał w Lycée Turgot. Przez rok był studentem literatury na Uniwersytecie Vincennes, potem trafił do szkoły dziennikarstwa na Rue de Rennes, gdzie przerwał naukę. Jego celem było podróżowanie. Zaczął pracować jako robotnik w porcie w Hawr, mając nadzieję dostać się na statek do Ameryki Południowej; ostatecznie po dwóch miesiącach poleciał do Nowego Jorku ze szkolnym przyjacielem Jerôme’em Equerem. Spędził tam pół roku, pracując w Librairie française w Rockefeller Center, później udał w wymarzoną podróż do Kolumbii. Razem z Jerômem napisali reportaż o Guerilleros, który jednak nie wzbudził zainteresowania we Francji.
Po powrocie przez półtora roku pisał artykuły w piśmie brukowym Détective, publikował w nim także felietony pod pseudonimem Dan Miller. Później pracował w znanej księgarni Gibert Jeune. W 1974 poznał swoją przyszłą żonę Année (właściwie Anne-Marie), malarkę. W 1975 urodziło się ich pierwsze dziecko. Ze względu na nie przeprowadzili się do Ferté-Bernard, niedaleko Mans, gdzie Philippe Djian znalazł pracę na bramce autostrady. Tam, na nocnych zmianach, napisał swoją pierwszą książkę, zbiór krótkich opowiadań. Skończył ją w 1978. W tym samym roku przeniósł się do Fitou, obok Amiens.
50 contre 1 została opublikowana w 1981. Za zarobione pieniądze Djian razem z bratem odbudował starą kamienną owczarnię, w której mieszkał. W tym samym czasie pisał Bleu comme l'enfer, powieść wydaną w 1983. Powstawały kolejne książki, zainteresowali się nim filmowcy. On sam w 1985 przeprowadził się do Biarritz w Kraju Basków.
W 1986 pojawiły się dwa filmy na podstawie jego prozy, jednak dopiero drugi, 37,2° le matin, okazał się przebojem (800 tys. widzów w ciągu trzech tygodni). Od tej pory Djian zaczął utrzymywać się z pisania. W 1988 zamieszkał na małej wyspie obok Bostonu, potem co kilka lat zmieniał miejsce pobytu, kolejno na Florencję, w Bordeaux i Lozannę. Obecnie mieszka w Paryżu, z Année, którą poślubił w 1993, z synem (Loïc) i dwiema córkami (Clara i Lou-Anne).

## Filmografia
- Bleu comme l'enfer (1986, reż. Yves Boisset), na podstawie powieści pod tym samym tytułem
- 37,2dégré le matin (1986, reż, Jean-Jacques Beineix), na podstawie powieści pod tym samym tytułem (w Polsce rozpowszechniany pod amerykańskim tytułem Betty blue)
- Ne fais pas ça! (2004, reż. Luc Bondy), na podstawie oryginalnego scenariusza